# Union Pacific Railroad
A Union Pacific Railroad (röviden UP, UPP vagy UPY), jogilag Union Pacific Railroad Company vagy egyszerűen csak Union Pacific egy teherszállító vasúttársaság az Amerikai Egyesült Államokban, amely 8300 mozdonyt üzemeltet 51 800 km hosszúságú útvonalon, 23 amerikai államban, Chicagótól és New Orleanstól nyugatra. A Union Pacific a BNSF után a második legnagyobb vasúttársaság az Egyesült Államokban. A Union Pacific és a BNSF duopóliummal rendelkezik a transzkontinentális áruszállító vasútvonalakon az Egyesült Államok nyugati részén.
Az 1862-ben alapított eredeti Union Pacific Rail Road az Első transzkontinentális vasútvonal projekt része volt, amely később Overland Route néven vált ismertté. A következő évszázadban az UP magába olvasztotta a Missouri Pacific Railroadot, a Chicago and North Western Transportation Company-t, a Western Pacific Railroadot, a Missouri-Kansas-Texas Railroadot és a Chicago, Rock Island and Pacific Railroadot. 1996-ban a Union Pacific egyesült a Southern Pacific Transportation Company-val, amely maga is egy óriási rendszer volt, amelyet a Denver and Rio Grande Western Railroad magába olvasztott, kezdetben megtartva a Southern Pacific nevet, mielőtt az újonnan egyesült vállalat visszatért az UP becenévhez. A Union Pacific Railroad a Union Pacific Corporation fő üzemeltető vállalata, mindkettőnek a nebraskai Omahában van a székhelye.
Ezenkívül a Union Pacific a legutóbbi időkben az utolsó olyan, az Egyesült Államokban megmaradt l. osztályú vasúttársaság, amely nem különálló úthálózatnevek vagy holdingtársaságok egyesüléséből származik, és mint ilyen, jelenleg a legrégebben működő l. osztályú vasúttársaság az Egyesült Államokban. Korábban ezt az elismerést csak a Kansas City Southern Railway-vel osztotta meg, bár ez most megváltozhat, mivel a Kansas City Southern-t 2021. szeptember 15-én a Canadian Pacific Railway felvásárolja, ez azonban még a szabályozó hatóságok jóváhagyásától függ.

## Története

### A 19. században
Az eredeti társaságot, a "Union Pacific Rail Road"-ot 1862. július 1-jén alapították a kongresszus 1862. évi Pacific Railroad Acts című törvénye alapján. A törvényt Abraham Lincoln elnök hagyta jóvá, és a Missouri folyótól a Csendes-óceánig tartó vasútvonal építéséről rendelkezett, mint az Unió megőrzését szolgáló háborús intézkedésről, és az iowai Council Bluffsból nyugatra épült, hogy találkozzon a kaliforniai Sacramentóból keletre épített Central Pacific Railroad vonallal. Az egyesített Union Pacific-Central Pacific vonal az első transzkontinentális vasútvonal, később pedig az Overland Route néven vált ismertté.
A vonalat elsősorban ír munkások építették, akik a közelmúltbeli polgárháború alatt tanulták ki a mesterségüket. 1869. május 10-én a meghatározó részvényes, Dr. Thomas Clark Durant, az iowai Durant város névadója vezetésével Omahában fektették le az első síneket. Ezen a napon a két vonalat a Utah állambeli Promontory Summitnál, Ogdentől nyugatra 85 km-re egyesítették, ezzel létrehozva Észak-Amerika első transzkontinentális vasútvonalát.

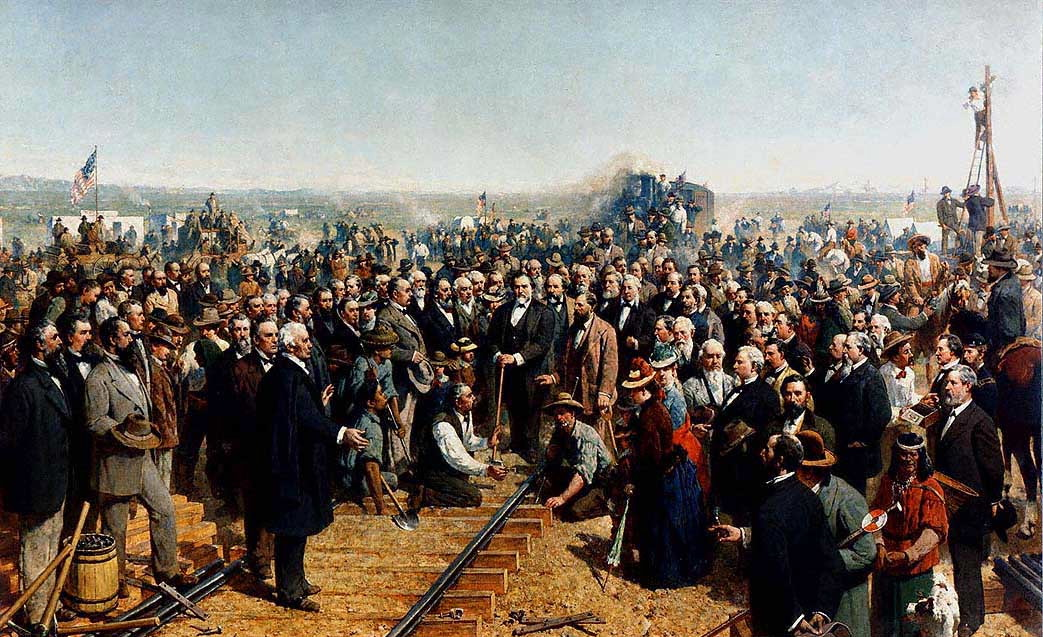
Az utolsó sínszeg, Thomas Hill (1881)

Ezt követően az UP három, mormonok által épített vasutat vásárolt meg: a Utah Central Railroad-ot, amely Ogdenből délre, Salt Lake Citybe nyúlt, a Utah Southern Railroad-ot, amely Salt Lake Cityből délre, a Utah-völgybe nyúlt, és a Utah Northern Railroad-ot, amely Ogdenből északra, Idahóba nyúlt.

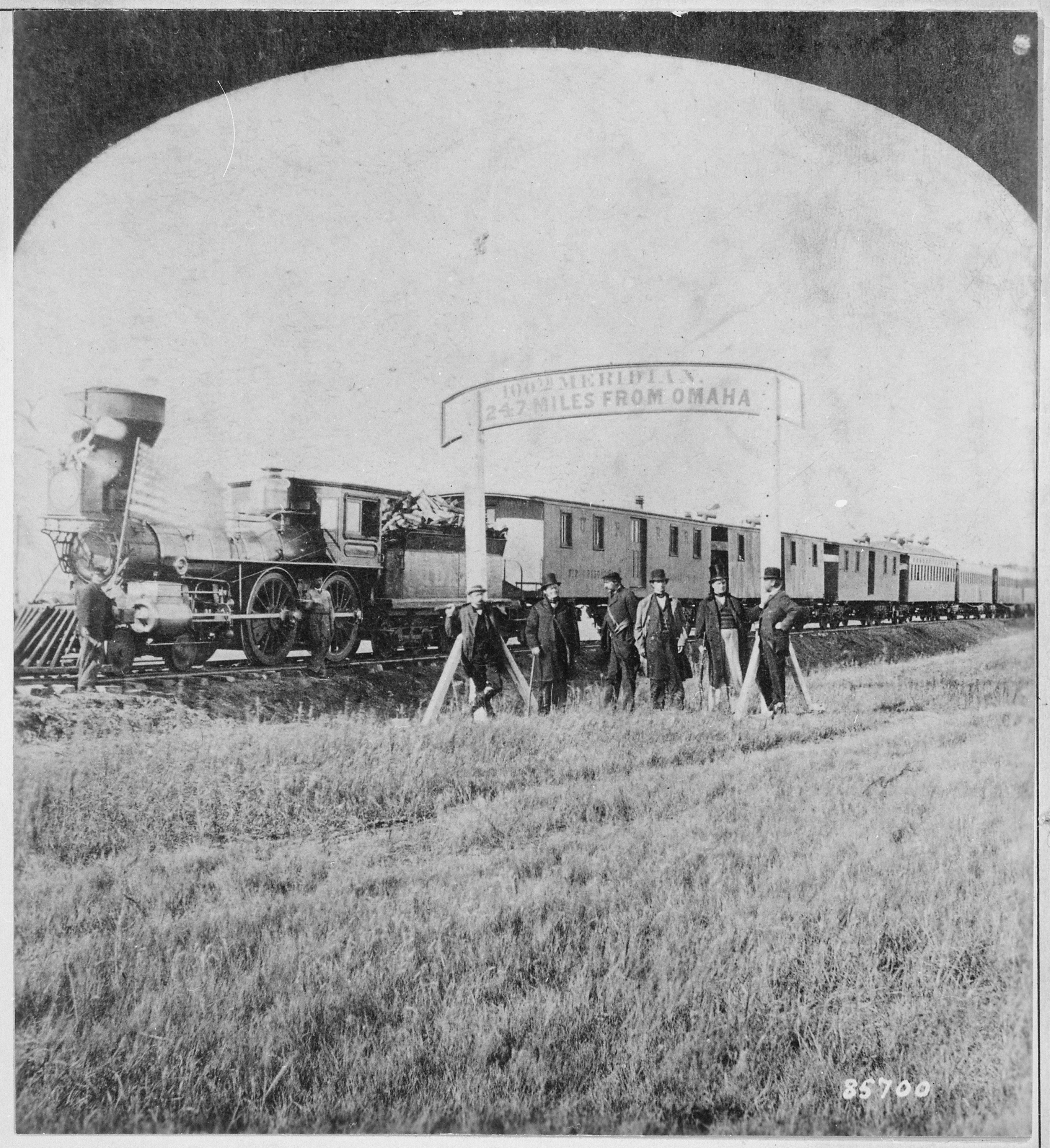
A Union Pacific Railroad igazgatói 1866 októberében gyűlnek össze a 100. hosszúsági körön, amely később a nebraskai Cozad, Nebraska lett, Omahától mintegy 250 mérföldre (400 km-re) nyugatra, a Nebraska Területen. A vonat a háttérben várja a keleti kapitalistákból, újságírókból és más prominens személyiségekből álló társaságot, akiket a vasút vezetői meghívtak

Az eredeti UP belekeveredett az 1872-ben leleplezett Crédit Mobilier-botrányba. Amint azt a The Sun részletezte, a Union Pacific legnagyobb építőipari vállalata, a Crédit Mobilier túlszámlázta a Union Pacificet; ezeket a költségeket aztán áthárították az Egyesült Államok kormányára. Annak érdekében, hogy a szövetségi kormányt meggyőzze a megnövekedett költségek elfogadásáról, a Crédit Mobilier megvesztegette a kongresszusi képviselőket. Az UP igazgatótanácsának több prominens tagja (köztük Durant) is részt vett ebben a csalásban. 1873-ban az ezt követő pénzügyi válság hitelszűküléshez vezetett, de nem vezetett csődhöz.
Ahogy a fellendülés követte a csődöt, a Union Pacific tovább terjeszkedett. Az eredeti társaságot 1880. január 24-én egy új társaság vásárolta meg, amelynek meghatározó részvényese Jay Gould volt. Gould már birtokolta a Kansas Pacificet (eredetileg Union Pacific, Eastern Division néven, bár lényegében külön vasúttársaság volt), és arra törekedett, hogy egyesítse az UP-vel. Így alakult át az eredeti "Union Pacific Rail Road" "Union Pacific Railway"-vé.
A Csendes-óceán északnyugati része felé terjeszkedve a Union Pacific helyi vonalakat épített vagy vásárolt meg, amelyek lehetővé tették számára az oregoni Portland elérését.Colorado felé a Union Pacific, Denver and Gulf Railway-t építette: mind keskeny nyomtávú pályát a Sziklás-hegység szívébe, mind pedig egy normál nyomtávú vonalat, amely Denvertől délre, Új-Mexikón keresztül és Texasba vezetett.
A Union Pacific Railway később csődöt jelentett az 1893-as pánik idején. Ismét megalakult egy új Union Pacific "Railroad", és a Union Pacific "Railway" beolvadt az új vállalatba.

### A 20. században
A 20. század elején a Union Pacific a terjeszkedésről a belső fejlesztésekre helyezte át a hangsúlyt. Felismerve, hogy a kaliforniai Central és Salinas völgyében a farmerek a helyi piacokat messze meghaladó mennyiségű terméket termeltek, a Union Pacific a rivális Southern Pacific társasággal együttműködve olyan vasúti szállítási rendszert dolgozott ki, amely nem volt érzékeny a romlásra. Ezek az erőfeszítések 1906-ban a Pacific Fruit Express megalapításában csúcsosodtak ki, amely hamarosan a világ legnagyobb hűtőkocsi bérlője lett.
Eközben a Union Pacific azon dolgozott, hogy gyorsabb és közvetlenebb helyettesítőt építsen a Promontory Pointba vezető eredeti emelkedőnek. 1904-ben megnyílt a Lucin Cutoff, amely csökkentette a kanyarokat és a lejtőket. Az eredeti útvonalat végül 1942-ben a háborús selejtezés érdekében megfosztották a sínpályától.
Az ügyfelek vonzása érdekében a nagy gazdasági világválság idején a Union Pacific elnöke, W. Averell Harriman egyidejűleg igyekezett "feldobni" a gördülőállomány minőségét és kívánatosabbá tenni az egyedi kocsirakományokat. Az előbbi törekvés az első áramvonalas vonat: az M-10000 megvásárlását eredményezte,. az utóbbi pedig az Idaho középső részén található Sun Valley síközpontot; 1936-ban nyitotta meg kapuit, és végül 1964-ben adták el. Annak ellenére, hogy az M-10000 és utódai az első dízelmozdonyok közé tartoztak, a Union Pacific viszonylag későn fejezte be a dízelizációt. Az UP végül 1944-ben kapta meg az utolsó gőzmozdonyát: A Union Pacific 844-et.
A 20. század végével a Union Pacific felismerte - mint a legtöbb vasút -, hogy regionális útnak maradni csak csődhöz vezethet. 1925. december 31-i záráskor az UP és leányvállalatai 9834 mérföld (15 826 km) útvonalat és 15 265 mérföld (24 567 km) vágányt üzemeltettek; 1980-ban ezek a számok nagyjából változatlanok maradtak (9266 útvonal-mérföld és 15 647 vágány-mérföld). 1982-ben azonban az UP felvásárolta a Missouri Pacific Railroad és a Western Pacific Railroad vasúttársaságokat, 1988-ban pedig a Missouri-Kansas-Texas Railroad-ot. 1993-ra a Union Pacific megduplázta a rendszerét, és 17 385 mérföldre (27 978 km) növelte az útvonalak hosszát.
Ekkorra már kevés nagy (I. osztályú) vasút maradt. Ugyanabban az évben, amikor a Union Pacific egyesült a Chicago and North Western Railroaddall (1995), a Burlington Northern és az ATSF bejelentette egyesülési terveit. A közelgő BNSF egyesüléssel egyetlen megavasutat hagynának nyugaton. A konkurencia érdekében az UP gyorsan egyesült a Southern Pacific Railroad-dal, ezzel magába olvasztva a D&RGW-t és a Cotton Belt-et, és duopóliumot alkotva nyugaton. Az egyesült vasút a Union Pacific nevet vette fel.

## Rendezőpályaudvarok
A UP rendezőpályaudvarai:

A UP hálózata

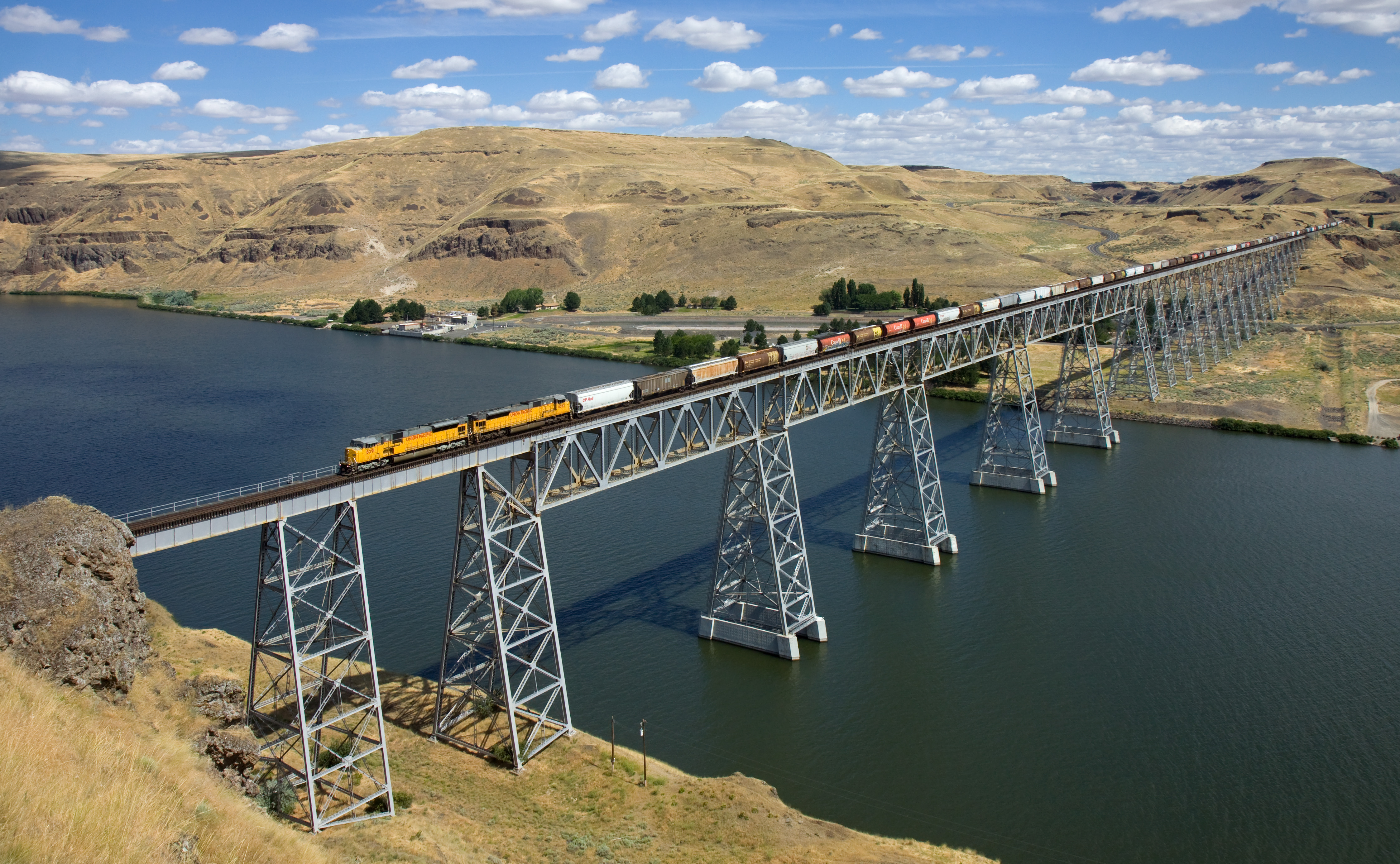
A UP egyik tehervonata

- Northlake (Illinois) - Proviso Yard
- Fort Worth - Davidson Yard
- Hermiston (Oregon) - Hinkle Yard
- Houston, Texas - Englewood Yard
- La Porte (Texas) - Strang Yard
- Kansas City (Missouri) - Neff Yard
- Livonia (Louisiana)
- Pine Bluff (Arkansas)
- North Little Rock (Arkansas) - North Little Rock Yard
- North Platte (Nebraska) - Bailey Yard
- Roseville (Kalifornia) - Davis Yard
- Colton (Kalifornia) - West Colton Yard
- Beaumont (Texas) - Beaumont Yard

## Mozdonyok 2013-ban
2013 októberében a Union Pacific vasúttársaság 8185 mozdonya volt szolgálatban. A mozdonyok 42 különböző típusba tartoznak, átlagéletkoruk 17,8 év.
| Típus     | Darabszám |
| --------- | --------- |
| 4-8-8-4   | 1         |
| 4-6-6-4   | 1         |
| 4-8-4     | 1         |
| B40-8     | 91        |
| C40-8     | 333       |
| C40-8W    | 50        |
| C41-8W    | 154       |
| C4460AC   | 80        |
| C44-9W    | 274       |
| C44AC/CTE | 1485      |
| C45AC/CTE | 943       |
| C6044AC   | 176       |
| C60AC     | 75        |
| DDA40X    | 1         |
| E9A       | 2         |
| E9B       | 1         |
| GP15-1    | 160       |
| GP38-2    | 664       |
| GP38AC    | 2         |
| GP39-2    | 49        |
| GP40      | 15        |
| GP40-2    | 142       |
| GP40-2P   | 2         |
| GP40M-2   | 65        |
| GP50      | 48        |
| GP60      | 194       |
| MP15AC    | 41        |
| MP15DC    | 102       |
| SD40-2    | 505       |
| SD60      | 85        |
| SD60M     | 560       |
| SD70ACe   | 321       |
| SD70M     | 1445      |
| SD9043AC  | 309       |
| SW1500    | 18        |

## Járművek és alkalmazottak
A vasúttársaságnak 2007-ben 50 000 alkalmazottja, 8721 mozdonya és 94 284 teherkocsija volt.
Teherkocsik:
- 35 437 Covered Hoppers
- 12 272 Boxcar
- 18 647 Hopper kocsi
- 13 780 gondola
- 14 148 egyéb kocsi

2007-ben a mozdonyok átlagéletkora 14,8 év, a teherkocsiké 28 év volt.

## Személyszállítás
Jelenleg a UP nem végez személyszállítást, de a vonalain számos Amtrak járat is közlekedik:
- Amtrak Cascades
- California Zephyr
- Capitol Corridor
- Cardinal
- Coast Starlight
- Hoosier State
- Lincoln Service
- Missouri River Runner
- Pacific Surfliner
- San Joaquin
- Sunset Limited
- Texas Eagle

## Vállalatvezetők

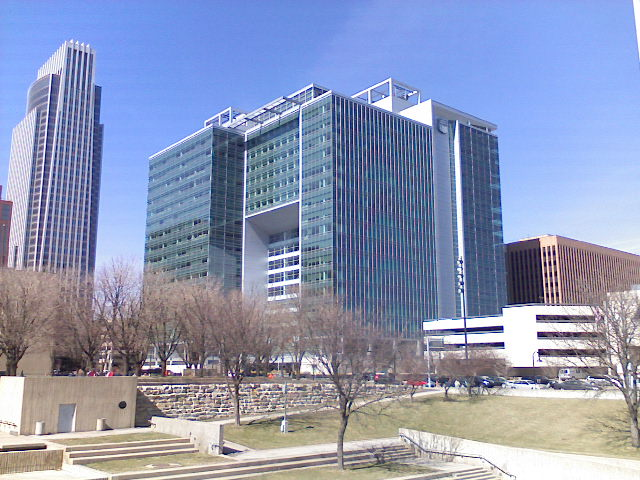
A vállalat központja Nebraska államban

A Union Pacific vasúttársaság vezetői:
- William Butler Ogden (1862–1863)
- John Adams Dix (1863–1865)
- Oliver Ames, Jr. (1866–1871)
- Thomas Alexander Scott (1871–1872)
- Horace F. Clark (1872–1873)
- John Duff (1873–1874)
- Sidney Dillon (1874–1884)
- Charles F. Adams (1884–1890)
- Sidney Dillon (1890–1892)
- S.H.H. Clark (1890–1898)
- W.S. Pierce (helyettes, 1897)
- Horace G. Burt (1898–1904)
- E. H. Harriman (1904–1909)
- Robert S. Lovett (1910–1911)
- A.L. Mohler (1911–1916)
- E.E. Calvin (1916–1918)
- C.B. Seger (1918–1919)
- Carl R. Gray (1920–1937)
- William Jeffers (1937–?)
- G.F. Ashby (1946–1949)
- A.E. Stoddard (1949–1965)
- E.H. Bailey (1965–1971)
- John Kenefick (1971–1986)
- Drew Lewis (1986–1987)
- Mike Walsh (1987–1991)
- Richard K. Davidson (1991–1996)
- Ron Burns (1996-ban néhány hónapig)
- Jerry Davis (1996–1998)
- Ike Evans (1998–2004)
- James R. Young (2004–napjainkig)